# 9719 Yakage
9719 Yakage eller 1977 DF2 är en asteroid i huvudbältet som upptäcktes den 18 februari 1977 av de båda japanska astronomerna Hiroki Kōsai och Kiichirō Furukawa vid Kiso-observatoriet i Japan. Den är uppkallad efter den japanska orten Yakage.
Asteroiden har en diameter på ungefär 13 kilometer.